# Liotrichus affinis
Liotrichus affinis är en skalbaggsart som först beskrevs av Gustaf von Paykull 1800.  Liotrichus affinis ingår i släktet Liotrichus, och familjen knäppare. Arten är reproducerande i Sverige.